# Minka Govekar

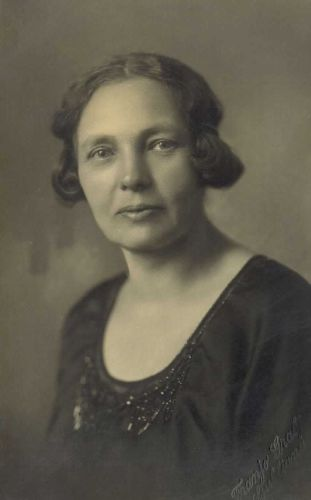
Minka Govekar (um 1910/1920)

Minka Govekar (* 28. Oktober 1874 als Minka Vasič in Treffen (heute Trebnje, Slowenien); † 10. April 1950 in Ljubljana) war eine jugoslawische Schriftstellerin und Frauenrechtsaktivistin.

## Leben und Werk
Minka Govekar wurde an der Lehrerbildungsanstalt in Ljubljana zur Volksschullehrerin ausgebildet. Seit ihrer Heirat mit dem Schriftsteller Fran Govekar 1897 arbeitete sie für zahlreiche Publikationen. 1905 wurde sie Leiterin der Monatsschrift Slovenska gospodinja (Die slowenische Hausfrau). Sie war ständige Mitarbeiterin des Jutro (Der Morgen) und des Slovenski Narod (Slowenisches Volk) und übersetzte aus dem Deutschen, Kroatischen, Russischen und Polnischen.
Als Vorkämpferin der Frauenbewegung war Govekar auch karitativ tätig.

## Veröffentlichungen

### Als Autorin
- Dobra gospodinja. (Die gute Hausfrau.) sloven. L. Schwentner, V Ljubljani, 1908 (Signatur der ÖNB: 460249-B)
- Slovenska žena (Die slowenische Frau), 1926
- Konserviranje (Konservierung), 1940

### Als Übersetzerin
- Ruska moderna. Gorkij, Andrejew, Skitalec, Bunin, Čirikov. Prevela Minka Govekarjeva. (Die russische Moderne. Gorki, Andrejew, Skitalez, Bunin, Tschirikow). sloven. - V Ljubljani, Ign. pl. Kleinmayr & Fed., Bamberg, 1905 (Signatur der ÖNB: 442520-A)